# Jean De Landtsheer
Pour les articles homonymes, voir De Landtsheer.
Jean De Landtsheer, né à Baesrode le 16 août 1750 et mort à Bruxelles le 19 août 1828, est un peintre de l'école belge connu pour ses peintures d'histoire, ses sujets religieux, ses scènes de genre et ses portraits.

## Biographie

### Famille

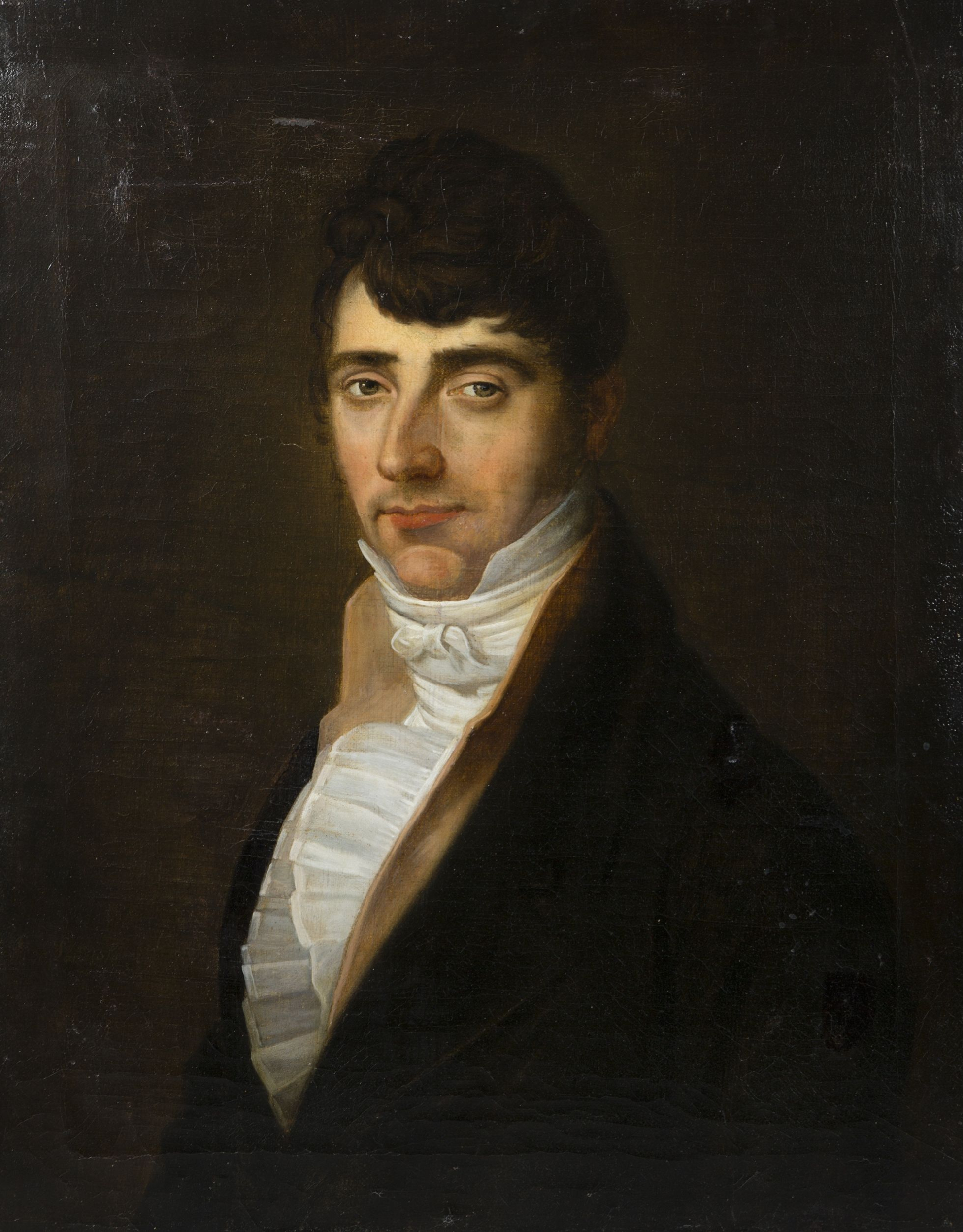
Portrait d'un homme avec une cravate blanche (1810), par Jean De Landtsheer

Jean De Landtsheer, né à Baesrode, Termonde, le 16 août 1750, est le fils de Jean François De Landtsheer (mort en 1785) et de Marie Joos. Jean De Landtsheer se marie à Bruxelles le 7 janvier 1786 avec Marie Catherine Saen (née à Bruxelles en 1759). Ils sont les parents de cinq enfants, dont le peintre Jean Baptiste De Landtsheer (1797-1874).

### Formation
En 1779, Jean De Landtsheer est étudiant à l'Académie royale des beaux-arts d'Anvers et l'élève d'André Corneille Lens. 

### Carrière
Lors du Salon de Bruxelles de 1811, Jean De Landtsheer est membre du jury des récompenses. De 1815 à 1828, Jean De Landtsheer est professeur à l'Académie royale des beaux-arts de Bruxelles. Son fils Jean-Baptiste lui succède à ce poste.
Jean De Landtsheer meurt, à l'âge de 78 ans, rue de Laeken no 675 à Bruxelles, le 19 août 1828.

## Œuvre

### Caractéristiques

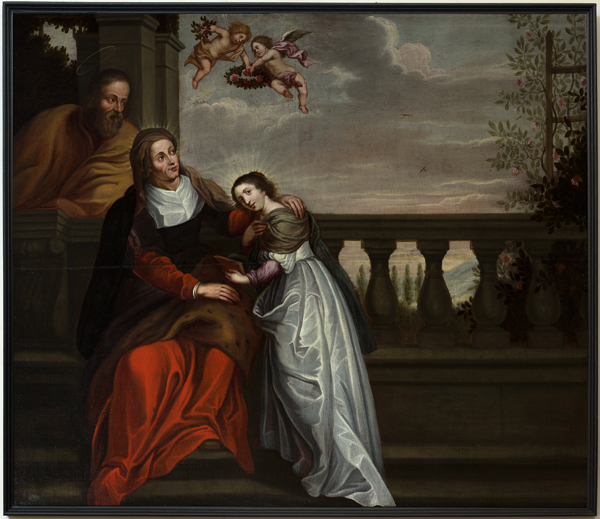
Marie près d'Anne et Joachim (1812) à la basilique Saint-Hermès de Renaix.

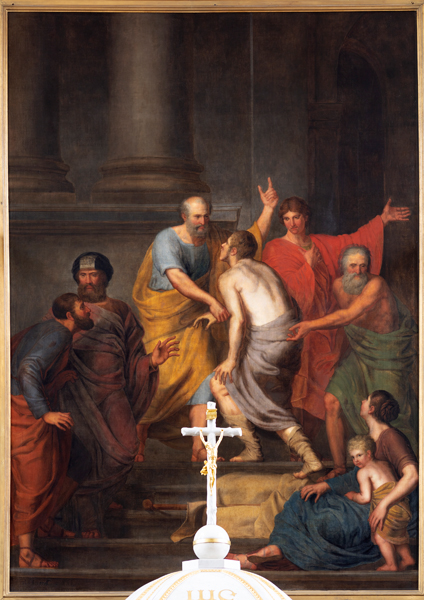
Pierre et Jean aident un boiteux au temple à l'église paroissiale Saint-Pierre de Meerbeke.

Le champ pictural de Jean De Landtsheer inclut les peintures d'histoire, les sujets religieux, les scènes de genre et les portraits.
Élève d'André Corneille Lens, peintre classique, Jean De Landtsheer conserve durant longtemps la manière de son professeur. Il travaille beaucoup pour les églises, notamment à la basilique Saint-Hermès de Renaix et à l'église Saint-Pierre-et-Sainte-Berlinde de Meerbeke. Plusieurs maisons particulières possèdent ses portraits de famille d'une exacte ressemblance.

### Expositions

#### Belgique
- Salon d'Anvers de 1813 : Les Amours désarmés par les Grâces[5].
- Salon de Bruxelles de 1815 : Le Châtiment de l'Amour, Saint Joseph et Un tableau de famille avec les portraits du père et du fils[6].
- Salon de Gand (Xe) de 1817 : Coriolan banni de Rome et Coriolan campé devant Rome[7].
- Salon de Bruxelles de 1818 : La Bataille de Ransbeeck, Coriolan banni de Rome et La Première bénédiction du prince de Méan, archevêque de Malines[8].
- Salon de Gand (XIe) de 1820 : Coriolan humilié[9].
- Salon de Bruxelles de 1821 : Œdipe à Colonne[10].
- Salon de Gand (XIIe) de 1823 : Mars qui se prépare à venger la mort de son fils Esculape et Le Couronnement de la Vierge[11].
- Salon de Bruxelles de 1824 : La Belgique honore et récompense les deux écoles de peinture du royaume et Joseph d'Arimathie se présente au corps des gardes, muni d'une autorisation de Pilate qui lui permet d'emmener le corps du Sauveur[12].
- Salon de Bruxelles de 1827 : Une Sainte Famille et Romulus et Remus[13].

#### Pays-Bas
- Exposition des maîtres vivants à Haarlem en 1825 : Une Sainte-Famille[14].

### Collections muséales
- Musées royaux des Beaux-Arts de Belgique (Bruxelles) : Vénus coupant les ailes à l'Amour, huile sur toile, inventaire no 69, format 66 × 85 cm, acquis avant 1832 et mis en dépôt au Ministère de l'Intérieur à Bruxelles en 1874[15].
- Rijksmuseum Amsterdam : Gravure d'Antoine Joseph Cardon représentant Petrus Joannes van Bavegem, d'après un tableau de Jean De Landtsheer.